# Бабина долина (урочище)
Ба́бина доли́на — урочище біля села Крутилів Гусятинського району Тернопільської області.
Тут є комплекс споруд давньослов'янської язичницької релігії. Святилище датоване 2-ю половиною XII — 1-ю пол. XIII ст. У комплексі — капище, 4 жертовні камери, жертовна яма і 2 колодязі.
Культові яма і майданчик XII — початку XIII віків розташовані на місці поселення XI—XII віків, що розташовувалося біля підніжжя городища-святилища Звенигород. У ході розкопок, проведених в 1985–1989 рр. Тернопільським краєзнавчим музеєм під керівництвом М. А. Ягодинської, розкрита велика площа на поселенні та відкриті житлові напівземлянки з печами-кам'янками і господарськими приміщеннями з кам'яними робочими майданчиками.
Дослідження проводилися археологами І. Русановою, Б. Тимощуком, М. Ягодинською та іншими.
Поселення «Бабина долина» входило до Збручанського культового центру та розташоване з південного боку городища Звенигород.